# Joan Pellicer i Bataller
Joan Pellicer i Bataller   (Bellreguard, 10 de juliol de 1947 - Bellreguard, 2007) fou un erudit valencià, pioner en el camp de l'etnobotànica a València: escriptor de diversos manuals sobre el tema i divulgador de reconegut prestigi en televisió i altres mitjans, també va conrear la poesia i la cançó durant la seua època universitària.

## Biografia
Nascut el 10 de juliol de 1947 al terme saforenc de Bellreguard, doctorat en medicina i cirurgia per la Universitat de València, va dedicar quasi tota la seua vida a l'estudi de l'etnobotànica valenciana i, concretament, de la flora de les comarques centrals.

### Divulgació
Molt popular, Pellicer va destacar com a investigador i recuperador del llegat fitoterapèutic i etnobotànic valencià: donava xarrades sobre plantes medicinals i sendes de muntanya, era professor a la Universitat d'Alacant i, anteriorment, a la Popular de Gandia; col·laborava sovint en diverses publicacions i feia sengles intervencions en programes televisius d'ecologia de Punt 2 i Gandia Televisió.

### Palmarés
El 1999 va guanyar el primer Premi Bernat Capó de Difusió de la Cultura Popular amb el Costumari botànic, publicat en tres volums dins la col·lecció La Farga d'Edicions del Bullent (de cada un dels quals ja se n'han fet tres edicions); l'any 2002 va ser Premi d'Honor de la Cultura Popular de l'Ajuntament de Pedreguer; en 2005, el Bloc de Progrés Jaume I de l'Alcúdia va organitzar un sopar i un concert d'homenatge a la seua figura i en 2006 va rebre el Premi Valldigna d'Investigació. A banda, també va rebre el Premi Cavanilles i el Jaume I de periodisme, este últim de forma pòstuma al programa Medi ambient, en el qual s'encarregava de la secció Les nostres plantes.

### Mort
Mort als cinquanta-nou anys a causa d'una hemorràgia interna els últims dies de gener de 2007 a sa casa de la platja de Miramar, se'l va trobar el 5 de febrer i va ser incinerat dos dies més tard, després d'un multitudinari funeral amb missa al seu poble. Des d'aleshores, un recorregut rural a l'Alcúdia, el Centre Social de la Vall de Gallinera, un Jardí de Flora Pintoresca a Carrícola, un Jardí Etnobotànic a l'Estació Biològica de les Torretes de la Font-Roja a Ibi, i un parc de Bellreguard porten el seu nom en record.

### Pòstuma
Pocs dies després del seu traspàs, l'Arxiu Històric de Gandia va muntar una exposició retrospectiva de la seua obra i la Plataforma pels Pobles de la Safor va convocar un acte d'homenatge al Mondúber; un any després, en el primer aniversari de la mort, van repetir l'excursió a la Font de les Malladetes i publicaren una nota de premsa en la qual reclamen a les institucions la publicació de la tesi doctoral de Pellicer. En 2017, el Museu Valencià d'Etnologia li va dedicar l'exposició temporal "Joan Pellicer : la saviesa de les nostres plantes".

## Cançoner
Pellicer apareixia ressenyat en l'Oriflama número 73 (març del 70) com a integrant d'una Nova Cançó valenciana junt amb Araceli Banyuls (entre d'altres), amb la qual havia rodat per tota l'Horta de Gandia d'aplec en aplec: llavors ja constava com que s'havia retirat de l'escena per prosseguir els estudis universitaris. De la seua breu etapa de cantant mai s'ha publicat cap de gravació ni composició pròpia, encara que es coneixen algunes de les versions o poemes musicats que formaven part del seu repertori (a banda d'algunes de Raimon no concretades):
- Ara que tinc vint anys Arxivat 2007-09-27 a Wayback Machine. de Serrat
- Cançó de l'enyorança Arxivat 2007-09-29 a Wayback Machine. de Tomàs Garcès
- Dolç àngel de la mort Arxivat 2006-01-03 a Wayback Machine. de Màrius Torres
- El moribund (Le moribond) de Jacques Brel
- La finestra d'Almela i Vives (també musicada, més tard, per La Rondalla de la Costa)